# Василий IV Шуйский
Васи́лий IV Ива́нович Шу́йский (ок. 1552, Нижний Новгород, Русское царство — 12 сентября 1612, Гостынин, Речь Посполитая) — русский царь с 1606 по 1610 год (Васи́лий IV Иоа́ннович).
Представитель княжеского рода Шуйских (суздальская ветвь Рюриковичей). После низложения жил в плену у поляков.
Второй сын князя Ивана Андреевича Шуйского и Анны Фёдоровны (в иночестве Анна, ум. до 1599 года, погребена в Покровском Суздальском Девичьем монастыре). Прямой потомок в восьмом колене великого князя владимирского Дмитрия III Константиновича. Получил имя Василий в честь святителя Василия Великого, в соответствии с традицией светской христианской двуименности был назван Потапием.
Влиятельный клан Шуйских был представлен при дворе не только Василием, но и его братьями — Андреем, Дмитрием и Иваном Пуговкой. При царе Иване IV Василий Шуйский играл незначительную роль и возвысился только после его смерти в 1584 году. В 1591 году при царе Фёдоре Иоанновиче возглавил следственную комиссию по делу о гибели царевича Дмитрия. и с началом похода Лжедмитрия в Россию первоначально остался  верен  Годуновым и возглавил царскую армию в битве при Добрыничах. После смерти Бориса Годунова в 1605 году предал его наследника и перешёл на сторону самозванца.После восстания в Москве,в ходе которого самозванец был убит,  Шуйский стал царём Василием IV (Василий Иванович). Ощущая шаткость своего положения, был вынужден ограничить свою власть в пользу Боярской думы и пытался провести модернизацию армии, но столкнулся с мятежами — сначала восстанием под руководством Ивана Болотникова, а потом с новым претендентом на престол — Лжедмитрием II. Не справляясь с ситуацией, Шуйский заключил союз с Швецией, по условиям которого Россия уступала северо-западные территории в обмен на шведскую военную поддержку , но после того как Речь Посполитая объявила войну и осадила Смоленск, Шуйский был низложен и попал в плен к полякам,и скончался в 1612 году.

## Служба при Иване Грозном
В 1574 году рында с большим государевым саадаком в походе в Серпухов. В 1576 году второй голова у ночных сторожей, спал в государевом стане при походе в Калугу. В 1577 и 1579 годах рында с большим государевым саадаком в походах в Лифляндию, а после третий воевода войск в Полоцке.
В июле 1575 года получает поместье в Шелонской пятине. В 1576 году, вместе с братьями, входил в состав дворовой свиты царя Ивана Грозного.
В 1580 году первый «дружка» на свадьбе царя Ивана Грозного с Марией Фёдоровной Нагой. В этом же году сделал вклад в 50 рублей в Троице-Сергиев монастырь и упомянут первым воеводой войск левой руки в походе на Речь Посполитую.
В 1581 году воевода Большого полка в походе к Серпухову, а потом в чине воеводы охраняет берег Оки от нападения крымцев (см. Крымско-ногайские набеги на Русь). В июле 1582 года воевода Большого полка в походе к Новгороду, при брате Андрее. В этом же году подвергнут кратковременной опале и отдан на поруки братьям. В апреле 1583 года воевода полка правой руки в походе к Серпухову, вновь назначен береговым воеводою, а в сентябре первый воевода войск правой руки в Тарусе.

## Служба при Фёдоре Ивановиче
Считался, с прочими князьями Шуйскими, виновным в возмущении московской черни против князя Бельского, в самые первые дни правления нового царя, но несмотря на это, 31 мая 1584 года, в день коронации царя Фёдора Ивановича, пожалован титулом боярина и назначен главой Московской судной палаты. Он не отличался военными успехами, не имел влияния на царя, как член Боярской думы, и был в тени других представителей его рода, более мудрых и талантливых. В 1585 году примирился с царским шурином Борисом Годуновым.
В 1585—1587 годах — первый воевода смоленский. В 1586 году был в числе челобитчиков царю Фёдору Ивановичу о его разводе с неплодной царицей Ириной Фёдоровной, за что был в опале и сослан в Буй-городок, но вскоре возвращён. В 1588 году упомянут четвёртым боярином в ближней Царской думе.
В 1590 году первый воевода в Великом Новгороде.
В апреле 1591 года возвращается в Боярскую думу, а в июне назначен главным следователем по делу о смерти царевича Димитрия, жил и работал в это время в Угличе. По делу царевича Дмитрия, будучи под строгим надзором Годунова, Шуйский признал причиной смерти царевича самоубийство, несчастный случай. Борис Годунов, уже не видя опасности в Шуйских, в этом же году возвратил их в Москву. С тех пор Шуйские в целом вели себя лояльно. В 1591 году отправлен первым воеводой в Новгород. В ноябре 1592 года был за столом у Государя, после чего отправлен первым осадным и первым воеводой Большого полка в Новгород. В июле 1593 года и сентябре 1594 года был за столом у Государя вместе с кизилбашским послом в Новодевичьем монастыре. В апреле 1596 года первый воевода войск правой руки в Алексине. В июне 1597 года первый судья в местническом споре Шереметева с князем Ноготковым, после чего в июле первый береговой воевода на Оке.

## Служба при Борисе и Фёдоре Годуновых
В 1598 году первый воевода полка правой руки в армии Фёдора Мстиславского в государевом Крымском походе к Серпухову против крымского хана Гази-Гирея. В данном походе трижды приглашался к государеву столу.
В 1599—1601 годах воевода в Великом Новгороде, где выполнял некое секретное поручение Государя.
В сентябре 1602 года принимает первым участие во встрече царя Бориса Годунова датского герцога Ганса, жениха царевны Ксении Годуновой. неоднократно обедал с ним у Государя. В 1603 и 1604 годах упомянут за государевым столом с персидскими послами.
С 1604 года участвует в войне против Лжедмитрия I. В конце этого года назначен вторым воеводой Большого полка. В связи с ранением первого воеводы Ф. И. Мстиславского фактически возглавил царские войска и 21 января 1605 года разбил войско самозванца в битве при Добрыничах, который бежал в Путивль и оставался там до мая. В Москве торжественно отметили данную победу, а сам князь Василий Шуйский пожалован золотым.

После смерти Бориса Годунова (13 апреля 1605 года), первоначально поддержал Фёдора Годунова и клялся перед народом в том, что сам клал в гроб истинного царевича Дмитрия, погибшего в Угличе. Однако всё оказывается тщетным, и 1 июня в Москве начинается восстание в поддержку Лжедмитрия I. Убедившись в непрочности положения нового царя Фёдора Годунова, стал активно распространять слухи о счастливом спасении царевича, а 1 июня 1605 года прилюдно заявил, что в Угличе вместо царевича Дмитрия был убит попов сын, и что к Москве идёт не Лжедмитрий I, а истинный сын царя Ивана Грозного. 3 июня в составе делегации бояр князь Василий Шуйский выезжает в Серпухов для встречи Лжедмитрия I. Вскоре начинает формироваться общественное мнение против самозванца. Князь Василий Шуйский, с помощью своих братьев, принялся претворять заговор против нового царя, назначению которого сам способствовал. Но Шуйские очень спешили и не были достаточно осторожны. Заговор раскрылся 23 июня, а 30 июня 1605 года князь Василий Иванович был назван главным зачинщиком и приговорён Собором к смертной казни. Уже возведённого на лобное место, к удивлению приближённых, Лжедмитрий I его помиловал, заменив казнь ссылкой. Князь был удалён в свои галицкие поместья. Имущество, вотчины и дворы его и братьев были конфискованы. 

## Служба при Лжедмитрии I
После венчания на царство 21 июля 1605 года Лжедмитрий I простил и вернул Шуйских в Москву, так как нуждался в боярской поддержке, и князь Василий Иванович стал пользоваться особым расположением самозванца. В ноябре этого же года определён вторым советником в Большом совете. От него он получил разрешение на брак (запрещённый Борисом Годуновым), сопровождал его тайные смотрины своей невесты при въезде в Москву. На царской свадьбе 7 и 8 мая 1606 года ему была доверена почётная обязанность тысячного и сидел вторым за большим столом на скамейке напротив боярынь. После венчания вёл Марину Мнишек из Успенского собора Московского кремля в царские покои под руку. Тогда же назначен воеводой полка правой руки в несостоявшемся походе на Крымское ханство. Но, несмотря на благоволение нового монарха Лжедмитрия I, вернувшиеся в Москву князья Шуйские приступили к осуществлению нового заговора.

## Бунт и воцарение
Основная статья: Смутное время.
Шуйский был организатором и вдохновителем Московского восстания, которое произошло 17 (27) мая 1606 года. В ходе бунта Лжедмитрий I был убит, а князь Василий Шуйский был очевидцем его смерти, а уже через 2 дня, 19 (29) мая, группа приверженцев Шуйского «выкликнула» (объявила) его царём, который был среди всех бояр знатнейшим по роду и стал главным претендентом на опустевший престол. Не дожидаясь всенародного избрания, князь Василий Иванович взял власть в свои руки, и 1 (11) июня 1606 года Василий Шуйский был коронован в Успенском соборе Новгородским митрополитом Исидором (по другим данным митрополитом Гермогеном).

Новый царь, понимая, что трон под ним стоит шатко и непрочно, начал укреплять своё положение, дав крестоцеловальную запись, ограничивавшую его власть, обещал судить всех по правде, что не станет слушать доносов и никого не будет предавать смерти, не посоветовавшись с боярами. Одной из первых инициатив правительства Шуйского стало то, что в начале июня митрополит Филарет, Нагие (родственники последней супруги Ивана Грозного) и другие заинтересованные лица отправились в Углич, чтобы перенести в Москву останки царевича Димитрия, и князья Шуйские объявили Бориса Годунова убийцей царевича Дмитрия. Вознёс на себя в Архангельском соборе раку с мощами святого царевича Дмитрия, которую специально доставили из Углича. Но и этим ему не удалось найти опоры. Князь Василий Васильевич Голицын сам мечтал о престоле, а некоторые видели царём князя Фёдора Ивановича Мстиславского. Митрополит Филарет возглавлял Романовскую группу. Шуйский боялся его и удалил митрополита обратно в Ростов. На патриарший престол был избран митрополит казанский Гермоген. Многие другие бояре внушали, и не беспочвенно, царю подозрение. Даже посол в Польше говорил тайком, что бояре недовольны царём и хотели бы видеть на престоле сына польского короля — Владислава IV. В мае-июле 1606 года в Москве то и дело возникали народные волнения такой силы, что иногда правительственные войска приводились в боевую готовность. Серьёзную опасность представляло движение в Северской окраине, где князь Григорий Петрович Шаховской сеял смуту и уверял всех в чудесном спасении Лжедмитрия. 
Шуйский пытался укрепить войско после унизительных поражений, нанесённых царской армии сторонниками Лжедмитрия. При нём в России появился новый воинский устав — результат переработки немецких образцов. В 1607 году был принят свод законов, именовавшийся Соборным уложением. В то же время усилились центробежные тенденции, наиболее заметным проявлением которых было восстание Болотникова, подавленное только в октябре 1607 года. В это время Фёдор Иванович Шереметев усмирял бунтовавшую Астрахань.
В марте 1607 года издал указ, окончательно запретивший крестьянам переходить от одного помещика к другому (Юрьев день). В августе 1607 года на смену Болотникову пришёл новый претендент на престол — Лжедмитрий II. Царские войска были разбиты под Болховом (1 мая 1608). Царь со своим правительством был заперт в Москве, а возникший под её стенами Тушинский лагерь стал альтернативной столицей со своей правительственной иерархией. В довершение всего поляки, не желая покидать Россию, сражались на стороне Лжедмитрия II. Отпущенная из плена Марина Мнишек, коронованная и венчанная царица, попав в Тушино, признала в «тушинском воре» (так называли нового самозванца) своего мужа, будто бы спасшегося от гибели 17 мая.
К концу 1608 года Шуйский уже не контролировал большую часть регионов страны. Эти обстоятельства вынудили царя Василия Шуйского, чтобы удержаться на престоле и прекратить смуту, обратиться за помощью к шведскому королю Карлу IX, который ещё с 1606 года настойчиво предлагал её. Князь Михаил Васильевич Скопин-Шуйский 28 февраля 1609 года в Выборге подписал Выборгский трактат, договор об оборонительном союзе России и Швеции против Польши, обещал Швеции территориальные уступки в обмен на вооружённую помощь царскому правительству (см. поход Делагарди). Уступив Корелу с уездом, и отказавшись от прав на Ливонию, правительственные войска получили несколько тысяч наёмников. Командование русско-шведской армией принял на себя князь Михаил Скопин-Шуйский, собрав в Новгороде многих служилых людей и приступив весной к уничтожению «тушинцев» (стороников Лжедмитрия II). Многие видели в молодом и энергичном полководце преемника пожилого и бездетного государя. Русско-шведское войско занимало город за городом, но было вынуждено остановиться в Твери, так как наёмники не получили жалование и отказались идти дальше. Между тем, с конца 1608 года началось самостоятельное народное движение, и не столько за Шуйского, сколько против Самозванца, в защиту порядка и имущества. Борьба против «тушинцев» началась в Заволжье, на средней Волге и на Оке. К концу 1609 года «тушинцы» были выбиты из северной части Подмосковья, русские войска соединились в Александровской слободе, откуда пошли на помощь Троице-Сергиеву монастырю, и 12 января 1610 года осада монастыря была снята.
В это время по стране прокатилась волна бунтов из-за повышения цен на хлеб, которые усугублялись интригами в царском правительстве, шли слухи о заговоре убийства царя и озвучивались различные даты. Польский король Сигизмунд III был недоволен союзом Шуйского со шведами, решившись воспользоваться смутой, захватить часть русских земель, а если получится, то и занять русский престол. В феврале 1610 года под Смоленском были подписаны условия, на которых Сигизмунд согласился на царствование в Москве королевича Владислава.

## Свержение
Хотя к марту 1610 года большая часть Московского государства была освобождена от антиправительственных сил, положение осложнялось тем, что в сентябре 1609 года в пределы страны вторгся польско-литовский король Сигизмунд III, осадивший Смоленск.
Царь Василий Шуйский не был популярен в народе:

Царём Василием мало кто был доволен. Главными причинами недовольства были некорректный путь В. Шуйского к престолу и его зависимость от кружка бояр, его избравших и игравших им как ребёнком, по выражению современника.— Василий Ключевский. Русская история. Полный курс лекций, лекция 42
Кроме того, антишуйские настроения в Москве были подогреты неожиданной смертью молодого полководца Скопина-Шуйского.
В Москве к его прежним врагам прибавился митрополит Филарет Романов. Кроме того, Ляпунов, один из бывших сторонников Самозванца, решил возвести на престол князя Голицына и поднял настоящее восстание. Поражение войск Дмитрия Шуйского под Клушином от армии Сигизмунда во главе с польским гетманом Станиславом Жолкевским в битве 24 июня (4 июля) 1610 и восстание в Москве привели к падению Шуйского.
Свержение Шуйского произошло на фоне второго прихода под Москву Лжедмитрия II, который стал лагерем в Коломенском, а также в ожидании приближающегося к Москве войска польского гетмана Жолкевского. Московские переговорщики перед свержением Шуйского заключили договорённость с людьми из лагеря Лжедмитрия II, что и Шуйский и Лжедмитрий II будут сброшены, а затем состоятся всеобщие выборы нового царя. Царь Василий IV Иванович Шуйский по воле собравшейся толпы 17 (27) июля 1610 года во главе с Захарием Ляпуновым был свергнут с престола частью боярства, столичного и провинциального дворянства (см. Семибоярщина) и насильственно пострижен в монахи (он сам отказался произносить монашеские обеты, за него это делал другой человек) и отправлен в Чудов монастырь, где и содержался. При этом сторонники Лжедмитрия II выполнить свою часть договорённости отказались. Однако поскольку московские бояре наотрез отказывались признавать Лжедмитрия II, было решено сделать ставку на кандидатуру королевича Владислава.
Польский гетман Жолкевский, впущенный с войском в Москву, потребовал выдать Шуйского вместе с братьями. Он понимал, что для королевича Владислава присутствие в Москве Шуйских очень опасно. Но боярского согласия гетман не получил, он лишь добился, чтобы братьев Шуйских перевели в другие, не московские монастыри, так, князь Василий Иванович был помещён в Иосифо-Волоцкий монастырь, а его братья — в крепость Белую.

## Плен
В октябре 1610 года польский гетман Жолкевский вывез Шуйского (не как монаха, а в обычной мирской одежде) вместе с его братьями Дмитрием с женою и Иваном под Смоленск. После взятия Смоленска Сигизмунд III решил забрать их с собой в Варшаву. Василий Шуйский оказывается в польской столице и 19 октября решением Сейма заключён на содержание в Гостынинский замок. В Варшаве царь и его братья как пленники были представлены 31 октября королю Сигизмунду, принесли ему торжественную присягу и отправлены сперва в Гродно, а в июне 1611 года в Гостынский замок.
Князь Василий Иванович Шуйский умер в заключении 12 сентября (по другим данным 5 сентября) 1612 года в Гостынинском замке в 130 вёрстах от Варшавы, через несколько дней там же умер его брат Дмитрий. Первоначально погребён там же, перед воротами замка. В 1620 году Сигизмунд торжественно перенёс его гроб в Варшаву в специально построенный мавзолей. Стены этой усыпальницы украшали надписи о победах польского войска, которые привели к пленению русского царя. Третий брат Иван был отпущен из польского плена в Россию решением Рады 15 февраля 1620 года.
В апреле 1635 года по просьбе царя Михаила Фёдоровича останки Василия Шуйского были вывезены делегацией московских бояр во главе с князем Алексеем Михайловичем Львовым и 10 июня доставлены в Москву.
В Архангельском соборе Московского Кремля 11 июня в присутствии патриарха Иосафа I и царя Михаила Фёдоровича прах князя Василия Ивановича был захоронен.
Современник оставил описание царя: «ростом невысок, лицом некрасив, глаза имел подслеповатые. В книжном чтении достаточно искусен и умён был. Очень скуп и упрям. В тех только заинтересован был, которые в уши ему ложь на людей нашёптывали, он же с радостью её принимал и с удовольствием слушал».

## Браки и дети
Князь Василий Шуйский был женат дважды.
1. Княжна Елена Михайловна Репнина (ум. 1592) — дочь боярина и князя Михаила Петровича Репнина, возможно, брак закончился разводом[12]. Первый брак оставался бездетным, после он долгое время был холостяком.
2. Княжна Мария Петровна Буйносова-Ростовская (с 1608 года) — дочь князя Петра Ивановича Буйносова-Ростовского, в девичестве Екатерина[13] (Мария), после пострижения мужа приняла иночество с именем Елена в Иоанно-Предтеченском монастыре в Москве. Умерла 2 января 1626 года в Покровском Суздальском монастыре, где и была первоначально погребена. В 1635 году была перезахоронена в Вознесенском монастыре Московского кремля рядом с княгиней Евдокией Дмитриевной.

Автор «Бельского летописца» рассказывает:

у царя Василья Ивановичя всея Русии детей было только две дочери, и те во младенчестве преставились; тако зовомы суть Настасья и Анна.

- Царевна Анна Васильевна (1609 — 26 сентября 1609 года) — умерла во младенчестве. Была погребена в Вознесенском монастыре в Московском Кремле; после его разрушения большевиками останки вместе с прочими были перенесены в подземную палату южной пристройки Архангельского собора, где находятся и сейчас[14]. Гробница была найдена в ходе работ по исследованию некрополя Вознесенского монастыря в Кремле. Исследователь некрополя Вознесенского монастыря Татьяна Панова приводит надпись на крышке саркофага: «Лета 7118 сентября в 26 ден на памят святаго апостола Ивана Богослова преставис дще государя царя и великого князя Василия Ивановича всея Руси царевна и великая княжна Анна Васильевна всея Руси»[15].
- Царевна Анастасия Васильевна (1610) — умерла во младенчестве. Похоронена в Суздальском Покровском монастыре — по месту ссылки своей матери.

Вторая женитьба, к которой царь Василий Иванович не стремился и на которую согласился только из соображений династической целесообразности, произошла после долгого вдовства, а затем и прямого запрета царя Бориса, опасавшегося увидеть в новом поколении князей Шуйских претендентов на престол, что могло создать угрозу правлению его сына. Уже царь Дмитрий, по сообщению Жака Маржерета, «хотел нарушить этот тяжёлый и незаслуженный запрет, наложенный на старшего князя Шуйского, но произошёл переворот, и вчерашний жених превратился из боярина в царя. Затем необходимость борьбы с врагами, в том числе личное участие в походе под Тулу, на долгое время отодвинули вопросы о других государственных и династических интересах», как пишет биограф Шуйского Вячеслав Козляков. Наследником царя считался его брат Дмитрий.

## Критика
Пётр Долгоруков в «Российской родословной книге» выводит царя № 58 Василия Ивановича Шуйского, сыном боярина и князя № 56 Ивана Петровича Шуйского (ум. 1587), а представленного выше отца № 52 князя Ивана Андреевича Шуйского (ум. 1573) показывает бездетным.
Непонятно почему, но в Бархатной книге царь Василий Иванович Шуйский, вместе с братьями в поколенной росписи князей Шуйских — не показан. Также их нет в поколенной росписи князей Шуйских, поданной в 1682 году в Палату родословных дел, хотя после его смерти прошло всего 70 лет, а после смерти брата Ивана Пуговки 40 лет.

## Самозваные сыновья Василия IV
В 1639 году появились самозванцы, выдававшие себя за сыновей Василия IV. Так, в январе 1639 года в Польше появился первый Лжесимеон Шуйский, который вскоре таинственно исчез. Летом 1639 года в Молдавии появился второй Лжесимеон, он также не сыграл никакой заметной роли в истории и вскоре был выдан Москве. В 1644 году за царевича Иоанна Шуйского выдавал себя Тимофей Анкудинов — самозванец с мировой известностью, но и ему не удалось сыграть никакой роли в политическом устройстве Русского царства.

## В искусстве
Василий Шуйский является одним из главных действующих лиц трагедий Александра Сумарокова («Димитрий Самозванец») и Александра Пушкина («Борис Годунов»), двух последних пьес трилогии Алексея Константиновича Толстого («Смерть Иоанна Грозного», «Царь Фёдор Иоаннович», «Царь Борис»), романа Юрия Фёдорова «Борис Годунов».
Игровое кино
- 1954 — «Борис Годунов» — Никандр Ханаев
- 1961 — «Борис Годунов» — Эндрю Маккинли
- 1970 — «Борис Годунов. Сцены из трагедии» — Леонид Броневой
- 1986 — «Борис Годунов» — Анатолий Ромашин
- 1987 — «Борис Годунов» — Валерий Шептекита (поёт Владимир Гуров)
- 1989 — «Борис Годунов» — Кеннет Ригел[англ.]
- 2011 — «Борис Годунов» — Леонид Громов
- 2018 — «Годунов» — Андрей Мерзликин
- 2022 — «Янычар» — Виталий Коваленко